# Cud niebywały
Cud niebywały (tytuł oryginalny Čudo neviđeno / Чудо невиђено) – jugosłowiański film tragikomiczny z 1984 roku w reżyserii Živko Nikolicia. 

## Obsada
- Savina Geršak jako Amerykanka
- Petar Božović jako Zeljo
- Boro Begović jako Djoko
- Dragan Nikolić jako Karuzo
- Taško Načić jako Baro
- Vesna Pećanac jako Krstinja
- Boro Stjepanović jako Soro
- Danilo Stojković jako gazda Šćepan
- Velimir Bata Živojinović jako ojciec Makarije „Cudotwórca”
- Mirjana Kodžić jako matka Soro
- Bogdan Diklić jako inżynier
- Veljko Mandić jako ojciec Zeljo
- Slavko Štimac jako brat Kondić
- Sonja Jauković jako kelnerka
- Petar Spajić Suljo jako starzec

## Nagrody
Film zdobył Srebrną Nagrodę na XIV Międzynarodowym Festiwalu Filmowym w Moskwie w 1985.